# 新國家黨 (2017年)
新國家黨（韓語：새누리당，又譯新世界黨），是大韓民國保守右翼政黨，於2017年4月5日成立。主要以反對彈劾朴槿惠的黨員組成。2017年8月分裂出大韓愛國黨。

## 歷史
在2016年韓國政治醜聞爆發後，朴槿惠面臨被彈劾的危機，支持度持續保持歷代最低的情況。當時，朴槿惠所屬的新世界黨決定更改黨名為「自由韓國黨」以表達他們銳意革新的風氣。其後，自由韓國黨推舉非親朴派的洪準杓參選第19屆韓國總統選舉；對於這個事態發展，一直舉辦反對彈劾朴槿惠集會的親朴派保守團體決定組成新的政黨，並採用自由韓國黨更名前的名稱。
2017年4月5日，舉行結黨大會。「總統彈劾無效國民總起義運動總部」代表鄭光澤與前韓國國家安全企劃部長官權寧海被選為共同黨代表。。
2017年4月8日，自由韓國黨親朴派核心人物、國會議員趙源震退出自由韓國黨，並於翌日加入此黨。同月11日，他宣布參選第19屆韓國總統選舉。然而，在選舉結束後，他僅獲42,949票支持，並不足1%。
2017年8月30日，趙源震退出新国家党，另创立大韓愛國黨。

## 歷屆選舉記錄

### 歷屆總統大選結果
| 年度 | 選舉   | 候選人 | 得票   | 得票率 | 結果 |
| ---- | ------ | ------ | ------ | ------ | ---- |
| 2017 | 第19屆 | 趙源震 | 42,949 | 0.1%   | 落選 |
| 2022 | 第20屆 | 玉恩鎬 | 4,970  | 0.01%  | 落選 |